# Alliances électorales du Front national
Les alliances électorales du Front national, aujourd'hui Rassemblement national, ont majoritairement été constituées d'accords de désistements réciproques entre candidats de droite et du Front national ou de soutien de celui-ci à des investitures de candidats de droite. Ces accords ont également abouti à des participations des exécutifs régionaux en échange d'un soutien des élus FN lors de l'élection du président de région.
Ces accords ou inclusions de candidats du FN sont principalement datés de la période 1977 à 1992. En 1991, le Parti républicain les condamnait tout comme le RPR en 1998. Les contrevenants ont cependant encore été quelques-uns lors des élections régionales de 1998.
En avril 2002, au second tour de l'élection présidentielle, Jacques Chirac apparaît comme l'« ultime rempart » entre le candidat du Front national et la présidence de la République, après l'élimination au premier tour du candidat socialiste. L'ancien président de la République tire de cet épisode l'image de l'homme de droite qui s'oppose au Front national. Entre les deux tours de l'élection présidentielle de 2017, Marine Le Pen conclut une alliance avec Nicolas Dupont-Aignan (Debout la France) et annonce que celui-ci deviendrait son Premier ministre en cas de victoire.
Pour les élections législatives de 2024, en opposition aux partis de la majorité présidentielle Ensemble soutenant Emmanuel Macron, ainsi qu'au nouveau Front populaire, le président des Républicains (LR) Éric Ciotti appelle le 11 juin son parti à conclure un accord avec le Rassemblement national — nouveau nom du FN depuis la consultation des adhérents en 2018. « Il y aura un accord entre le Rassemblement national et Les Républicains » pour les législatives, avec « des dizaines » de députés LR qui seront « investis ou soutenus » annonce le même jour Jordan Bardella, lors du JT de 20h de France 2. La quasi-totalité des poids lourds des Républicains ont alors rejeté tout accord électoral avec ce dernier et Marine Le Pen, provoquant une crise interne,,. Le 12 juin, Éric Ciotti est exclu « à l'unanimité » des Républicains par le bureau politique du parti, auquel il n'a pas participé et dénonce par la suite « des décisions illégales ». François-Xavier Bellamy et Annie Genevard assurent l’intérim,. Le samedi 15 juin 2024, cette décision est annulée par la justice française. Le Président Éric Ciotti sera exclu au total trois fois des Républicains par son bureau politique, ces trois tentatives seront toutes annulées par des recours en justice de Éric Ciotti.

## 1973-1977
La première entente informelle entre le Front national et le représentant d'un parti politique a lieu en mars 1973 à Montpellier (Hérault). À l'époque, Georges Frêche est candidat du Parti socialiste pour la première fois aux élections législatives à Montpellier (Hérault). Arrivé second au premier tour derrière le candidat UDR, il se rapproche d'André Troise, le candidat du Front national, par ailleurs ancien officier de l'OAS, qui vient d'obtenir 5 % des voix et est éliminé du second tour.
Le FN refuse d'appeler officiellement à voter pour le candidat de gauche. Il a en effet choisi, parmi ses thèmes de la campagne, la dénonciation virulente du nouveau « Front populaire ». Cependant, Georges Frêche intervint personnellement pour plaider sa cause auprès d'une quinzaine de militants FN où il dénonça les « criminels gaullistes ». Frêche, donné perdant, est cependant élu contre le candidat UDR de quelques centaines de voix. L'attitude du candidat socialiste ne provoque à l'époque aucun commentaire de la direction du Parti socialiste.

## 1977-1998

### 1977-1983: un Front national groupusculaire
Aux élections municipales de mars 1977 et de mars 1983, le FN est présent sur quelques listes RPR/UDF, notamment à Toulouse, où il obtient une élue. En Haute-Garonne, le FN remporte une mairie sur une liste commune avec le RPR et l'UDF. En dehors de Toulouse, des conseillers municipaux FN sont élus sur des listes d’union des droites à Millau, Forcalquier, Donzenac et Villefranche-sur-Mer ; Valérie Igounet souligne que « cet épisode est à peine connu. À ce moment, le FN n’est pas audible et suscite peu d’intérêt ».
Lors des élections municipales de 1983 à Paris, Jean-Marie Le Pen à Paris obtient 11,26 % des voix au premier tour et noue des contacts avec le RPR pour négocier une fusion des listes pour le second tour, en vain.

### 1983, le tournant de Dreux
Lors de l'élection partielle de Dreux, en septembre 1983, la liste du FN, représenté par Jean-Pierre Stirbois, réalise au premier tour 17 % des voix, le meilleur score jamais obtenu par un candidat FN, lui permettant d'accéder au second tour contre le candidat sortant de la gauche unie et contre le candidat de la liste RPR/UDF. Pour le second tour, la liste RPR/UDF incorpore quatre représentants du FN en place éligible, dont Jean-Pierre Stirbois, secrétaire général du parti. Cette alliance est contractée pour éviter une triangulaire qui limiterait fortement les chances de la droite dans une ville que Françoise Gaspard, au nom de l'Union de la gauche, avait remporté lors des élections de mars 1977. En mars 1983, elle avait été réélue mais l'élection avait été invalidée pour irrégularité du scrutin.
Lors du second tour, la liste RPR/UDF/FN menée par le RPR Jean Hieaux gagne l'élection.
Hormis Bernard Stasi et Simone Veil, qui font part de leur désapprobation, les dirigeants de la droite restent en retrait ou approuvent cette alliance locale au nom du contexte national (présence de quatre ministres communistes au gouvernement, « tournant de la rigueur ») et international (occupation de l'URSS en Afghanistan, état d'urgence en Pologne, crise des missiles Pershing, destruction d'un Boeing 747 par un missile soviétique).
Ainsi, dans L'Express du 16 septembre 1983, Raymond Aron, ancien résistant, journaliste et philosophe refuse de « prendre au sérieux la menace fasciste brandie par la gauche » et proclame à propos de l'élection de Dreux : « La seule internationale de style fasciste dans les années 1980, elle est rouge et non pas brune. »
De son côté, Jacques Chirac déclare que « ceux qui ont fait alliance avec les communistes sont définitivement disqualifiés pour donner des leçons en matière de droit de l'homme et de règles de démocratie ». Il ajoute : « Je n'aurais pas du tout été gêné de voter pour la liste RPR-FN au second tour. Cela n'a aucune espèce d'importance d'avoir quatre pèlerins du FN à Dreux comparé aux quatre ministres communistes au conseil des ministres. »
Pour Jean-Claude Gaudin, « Les Drouais ne doivent pas se tromper de combat : il faut battre l'adversaire socialo-communiste. »
Bernard Pons déclare de son côté : « Il ne faut pas travestir les résultats : il n’y a pas à Dreux 17 % de partisans de l’extrême droite mais de nombreux habitants de toutes origines politiques et sociales, et qui ont tenu à faire connaître leur réaction. Il faut tenir compte des préoccupations de ces Français-là aussi. »
Pour Michel Poniatowski : « Le danger fasciste en France ne vient pas de la droite, il vient de la gauche, dont c'est la vocation de système et de méthode. Il faut donc voter contre les fascistes de gauche. »
Enfin, Alain Juppé déclare, lors d'un dîner-débat à Royan : « La vérité, c’est qu’un simple gouvernement qui accepte en son sein des ministres communistes, solidaires d’une dictature qui asservit les peuples, n’a de leçon de morale à donner à personne. […] Seul l’échec de la coalition socialo-communiste peut permettre d’apaiser les passions et d’engager le redressement national. »
La cogestion municipale entre droite et FN a lieu jusqu'en 1989. Jean-Pierre Stirbois, numéro 2 du FN, est alors adjoint à la sécurité.

### 1985-1988: le Front national, faiseur d'élections
En mars 1985, quelques désistements réciproques locaux ont lieu lors des élections cantonales, Jacques Chirac ayant laissé les fédérations RPR agir comme elles l'entendaient. Des candidats en Provence, qui avaient l'investiture du RPR et de l'UDF, reçoivent également le soutien dès le premier tour du FN, la plupart du temps parce que celui-ci n'a pas encore suffisamment de candidats à présenter. Jacques Toubon, au RPR, avait affirmé qu'il n'y aurait pas d'alliance avec le Front national, organisation à qui il refusa en mars 1985 le titre de « républicaine » et « démocratique ». Le 16 mars 1986, Philippe Seguin déclara à l'annonce de la percée électorale et parlementaire du FN, que le RPR s'était toujours déclaré « aussi éloigné de cette organisation que du Parti socialiste », et qu'il resterait dans l'opposition, s'il lui manquait deux ou trois points pour former la majorité avec l'UDF.

#### Scrutin proportionnel et élections législatives et régionales de 1986
De l'automne 1985 au printemps 1986, des personnalités comme Michel Poniatowski ou Édouard Frédéric-Dupont se font les avocats d'une « dédiabolisation » du Front national, demandant à la droite de ne pas se tromper d'adversaire alors que le scrutin proportionnel a remplacé le scrutin majoritaire. Dans les publications journalistiques de droite, Franz-Olivier Giesbert, directeur du Figaro, considère que cette décision survient au lendemain d'une sévère défaite socialiste aux élections cantonales en mars 1985, pour contenir la victoire de la droite et protéger les futurs battus,. Pourtant, la réforme du mode de scrutin fut annoncée à la télévision par le président de la République à l'automne 1984 : il déclara qu'elle serait présentée à la prochaine session parlementaire du printemps 1985. Invité à l'émission L'Heure de Vérité peu avant les débuts de cette session parlementaire, Robert Badinter le présente tout prêt en le comparant au mode de scrutin imposé par le général De Gaulle à la libération : une proportionnelle départementale permettant d'associer démocratie représentative et maintien de listes d'union majoritaire. Ce fut une des 110 propositions de François Mitterrand (la 47e) présentée à l'élection de 1981. À ce titre en 1982 pour l'élection municipale de mars 1983, François Mitterrand et le gouvernement Mauroy avaient fait voter dans le cadre du maintien du scrutin majoritaire à deux tours l'insertion limitée d'une dose de proportionnelle de manière qu'une liste victorieuse, qu'elle soit de gauche ou de droite, avec 50 % plus une voix n'obtienne plus 100 % des sièges.
Lors des Assises du libéralisme, la seule alliance planifiée pour un futur gouvernement rassemble l'UDF, le RPR et le CNI.
Dans sa dernière édition précédant les élections du 16 mars 1986, le Figaro Magazine présente ses dernières estimations à partir des derniers sondages publiés donnant une majorité absolue de 30 sièges minimum à la droite.
Lors des élections législatives du 16 mars 1986, la droite obtient 291 députés (seulement trois députés de majorité absolue) et le FN en obtient 35. Le CNI a fait liste commune avec le FN dans trois départements (Paris, l'Essonne et le Val-d'Oise) : trois députés CNI sont apparentés FN (Édouard Frédéric-Dupont, Michel de Rostolan et Yvon Briant), et les deux autres au RPR.
La droite n'a toutefois pas besoin du FN pour être majoritaire à l'Assemblée entre 1986 et 1988. Le parti de Jean-Marie Le Pen, à cette époque sur une ligne libérale (il se réfère à Ronald Reagan), vote cela dit la plupart des lois présentées par le gouvernement Chirac.
Au même moment, les élections régionales sont remportées par l'Union RPR/UDF qui s'empare de 10 régions avec la majorité absolue contre 2 seulement pour le parti socialiste. Dans chaque région métropolitaine, l'alliance RPR-UDF obtient le plus grand nombre de conseillers régionaux sauf dans le Nord-Pas-de-Calais où elle est à égalité avec le groupe PS. Neuf régions n'ont que des majorités relatives mais trois d'entre elles sont clairement dominées par la droite (Champagne-Ardenne, Île-de-France, Provence-Alpes-Côte d'Azur) tandis qu'en Midi-Pyrénées, les deux pôles gauche-droite hors FN sont à égalité absolue. Il n'y a finalement que dans cinq régions qu'aucune majorité absolue ne se dessine bien en dépit de la majorité relative détenue par l'inter-groupe RPR-UDF.
Finalement, neuf présidents supplémentaires RPR ou UDF sont élus à la majorité absolue dont cinq le sont grâce à l'apport stratégique des voix du FN. Celles-ci n'ont en effet été déterminantes qu'en Languedoc-Roussillon, Haute-Normandie, Picardie, Aquitaine et Franche-Comté.
En Midi-Pyrénées, la gauche n'a pas de majorité de rechange malgré des discussions engagées et découvertes avec le FN lors d'une rencontre entre quatre responsables socialistes et frontistes à Colomiers en Haute-Garonne. Finalement, elle ne présentera pas de candidat. Le scandale qui suivra la découverte des tractations PS/FN - réunion relatée par la presse - aboutira à la démission du secrétaire fédéral socialiste et à l'arrivée de Lionel Jospin à Cintegabelle.
Il était par contre impossible mathématiquement pour la gauche, sans s'allier au FN, d'empêcher l'élection de Jean-Claude Gaudin en région PACA ou de Michel Giraud en Île-de-France. En PACA, Jean-Claude Gaudin conclut l'alliance avec le FN. Cela fait donc sept régions dominées de 1986 à 1992 par la droite avec le soutien de l'extrême droite, grâce à des accords plus ou moins assumés par le RPR et l'UDF. Deux présidents de région RPR (Aquitaine, Haute-Normandie) et cinq UDF (Picardie, PACA, Franche-Comté, Languedoc-Roussillon, Midi-Pyrénées) seront ainsi élus.
Si les présidents de région appliquent bien le programme pour lequel ils ont été élus, un accord de cogestion signé par quatre, puis six d'entre eux accorde au FN une ou deux vice-présidences, ainsi que des postes moins importants. Ces alliances ont pu permettre de voter les budgets de l'Île-de-France et de la Corse en 1987.
Plusieurs de ces nouveaux conseillers régionaux étaient issus de la droite à l'instar de Charles de Chambrun (conseiller régional et député FN de Languedoc-Roussillon, ancien député UDR de Lozère, ancien secrétaire d'État au Commerce extérieur de Georges Pompidou), Jacques Vaysse-Tempé (conseiller régional FN de Midi-Pyrénées, conseiller municipal anciennement RPR/UDF), Jean-Yves Le Gallou (président du groupe FN au conseil régional d'Île-de-France, ancien membre du bureau politique du Parti républicain), Serge Jeanneret (conseiller régional FN d'Île-de-France et conseiller municipal RPR depuis 1977), ou encore Jean Durieux (président du groupe FN au conseil régional de Nord-Pas-de-Calais, ancien député des Républicains indépendants et conseiller général ex-UDF).
Le 12 juillet 1987, Hervé de Fontmichel, maire (UDF) de Grasse, également conseiller général et conseiller régional, est réélu lors d'une élection partielle après avoir fait liste commune dès le premier tour avec le FN (six candidats en position éligible).
Le 23 septembre de cette même année, Jean Lecanuet déclare sur RMC que rompre les alliances entre la droite et le FN dans les conseils régionaux « serait une absurdité » et « un piège tendu par les socialistes ».
À la fin des années 1980 commence toutefois à émerger une autre ligne au sein de la droite et du centre-droit, portée par Alain Juppé, Alain Carignon, François Léotard ou encore Michel Noir qui déclare : « Il vaut mieux perdre les élections que perdre son âme ». Cela se produit à une période où Jean-Marie Le Pen suscite le scandale en considérant le mode d'exécution des chambres à gaz comme un « point de détail » de la Seconde Guerre mondiale.
Les derniers accords locaux entre la droite et l'extrême droite interviennent lors des élections législatives de 1988.

#### 1988-1998: le casse-tête FN
À l'élection présidentielle de 1988, le journaliste Éric Zemmour rapporte que Jacques Chirac aurait eu une entrevue secrète avec Jean-Marie Le Pen entre les deux tours, ce qu'il a toujours nié. En fait, il y aurait eu deux rencontres. La première se serait déroulée un mois avant le premier tour par l'intermédiaire d'un ami commun, le général Pierre de Bénouville. Il s'agissait d'une prise de contact afin que les deux hommes puissent se jauger. Une seconde rencontre aurait eu lieu entre les deux tours. Cette fois, Charles Pasqua joue le rôle de l'intermédiaire et organise l'entrevue chez un ami armateur. Cependant, le rendez-vous se passe mal, Chirac faisant preuve d'une « inflexible intransigeance » à la grande stupéfaction de Jean-Marie Le Pen. Opposant une fin de non-recevoir à son interlocuteur, il aurait demandé au chef du Front national de ne pas lancer le moindre appel en sa faveur. Lors de son allocution du 1er mai 1988, Jean-Marie Le Pen ne pouvait plus que déclarer : « Pas une voix pour Mitterrand ! » laissant ses électeurs libres de choisir entre le vote blanc et le bulletin Chirac. Au soir du second tour perdu par Chirac, ce dernier s'en prenait à Charles Pasqua pour ses appels du pied répétés aux électeurs du FN.
En juin 1988, lors des élections législatives, des accords locaux de désistement réciproque avec le FN ont lieu dans les Bouches-du-Rhône et le Var, les deux départements où des candidats FN ont devancé les candidats RPR/UDF. En échange, le FN appelle à voter pour la droite dans presque toutes les autres circonscriptions du pays. Au soir du second tour, tous les candidats FN sont battus à l'exception de Yann Piat, alors que ceux de droite visés par l'accord de désistement sont élus dans leur majorité. En Champagne-Ardenne, le successeur RPR de Bernard Stasi, démissionnaire, est élu président du conseil régional avec les voix des conseillers FN.
Dans son numéro daté du mois de juin, en pleine élection législative, l'hebdomadaire Le Choc du mois, favorable au Front national, publia cinq entretiens avec des députés sortants RPR (Jacques Boyon, Claude Labbé et Éric Raoult) ou apparentés RPR (Jean Kiffer et Bernard-Claude Savy) proposant un modèle d'alliance électoral calqué sur celui existant entre le Parti communiste et le Parti socialiste. Claude Labbé déclarait : « Je suis partisan des accords électoraux avec le Front […]. Arrêtons le délire, Le Pen n’est ni raciste ni nazi. Ce qui est bien plus grave, c’est Simone Veil. Plus elle parle, plus elle développe l’antisémitisme en France. »  
En septembre 1988, les propos de Le Pen sur « Durafour crématoire » provoquent les démissions de nombreux anciens élus de droite qui avaient rallié le FN, à l'instar de François Bachelot ou de Pascal Arrighi. Le CNI en accueille la majorité. La députée Yann Piat est exclue du mouvement en octobre et adhère à l'UDF.
Lors des élections municipales de mars 1989, la droite  accueille des membres du FN sur ses listes dans au moins 28 villes de plus de 9 000 habitants. À Vitrolles, la liste de droite compte un membre du FN, présent sur la liste à titre individuel. Le RPR ne prononce que quelques sanctions, notamment à Béziers et Meyzieu, où les listes de droite sont battues. Avec un peu plus d'un tiers des voix exprimés, Charles de Chambrun (FN) est élu maire de Saint-Gilles dans le Gard sur une liste où figurent des dissidents du RPR et de l'UDF, face à une liste de droite et une liste de gauche. Lors de triangulaires avec le FN, l'UDF et le RPR perdent au profit du PS les villes de Mulhouse, Aix-en-Provence (où la gauche obtient la majorité absolue des suffrages exprimés en dépit d'un rapport de force bien moins favorable au premier tour) ou encore Strasbourg.
Fin 1991, les partis de droite condamnent officiellement toute alliance, nationale ou locale, avec le FN. Cela est concomitant avec l'effondrement de la gauche, la droite et le centre-droit étant assez puissants seuls pour pouvoir remporter des élections. D'autre part, les dérapages de Jean-Marie Le Pen l'ont convaincu qu'il ne pourra pas accéder au pouvoir ; son discours devient alors moins libéral, plus social, et les ouvriers commencent à devenir une composante de son électorat, à l'opposé de la droite, qui défend la mondialisation et dans un certain sens le multiculturalisme. Éric Zemmour écrit : « la logique de diabolisation a fini par gagner ».
Lors des élections régionales de 1992, la droite remporte à la majorité absolue ou relative 19 des 22 régions métropolitaines (la gauche PS-PC n'ayant une majorité relative que dans deux régions). En Haute-Normandie, les deux pôles sont à égalité mais le président Antoine Rufenacht est réélu avec une partie des voix écologistes auxquelles se joignent celles du FN (qui obtient une vice-présidence). Gérard Longuet refuse pour sa part de décompter les voix des élus FN s'étant porté sur son nom lors de l'élection du président du conseil régional de Lorraine.
En Franche-Comté, Pierre Chantelat, le président sortant du Conseil régional est réélu en sollicitant les voix des quatre élus du Front national, qui obtinrent ainsi une vice-présidence.
Dans le Nord-Pas-Calais, la droite ne peut prendre la région qu'avec l'appui du FN et d'une partie des écologistes. La candidature de Marie-Christine Blandin (Les Verts) à la présidence, soutenue par l'alliance PS-PC sauve la majorité de gauche.
En Alsace, aucune majorité de rechange ne peut contrer la réélection facile de Marcel Rudloff qui bénéficie même du ralliement de deux représentants régionalistes d'Alsace d'abord.
La Bourgogne néanmoins se distingue où Dominique Perben, le candidat de la majorité relative de droite, se voit souffler d'une voix la présidence par Jean-Pierre Soisson (alors l'un des 3 conseillers régionaux divers-gauche du Mouvement des Réformateurs), élu par une majorité alliant le PS, les Verts et le FN .
Lors des élections municipales de 1995, des têtes de listes de droite sont exclues pour avoir incorporé des gens du FN à l'exception de Jean Valleix en Gironde, adjoint d'Alain Juppé à la communauté urbaine de Bordeaux. Sans l'avoir demandé, l'ancien président Valéry Giscard d'Estaing, tête de liste à Clermont-Ferrand, reçoit le soutien unilatéral de Jean-Marie Le Pen, qui ne lui oppose (ou ne peut lui opposer) aucune liste. Avec un peu plus d'un tiers des voix chaque fois, le FN remporte Toulon et Marignane, aux dépens de la droite, et Orange, aux dépens de la gauche.
En 1997, une douzaine de députés de droite reçoivent le soutien du FN, après avoir approuvé les dispositions d'un texte reprenant certains points du programme frontiste (préférence nationale et dénonciation du traité de Maastricht). Seul Christian Martin (député de Maine-et-Loire) est sanctionné par son exclusion de Force démocrate, mais non du groupe UDF. Le cas de Jacques Briat (UDF, Tarn), battu alors que le total des voix de droite et du Front national dépassait les 50 % au premier tour, et celui de Lucien Brenot (apparenté RPR, Côte-d'Or), lui aussi battu, alors que ses voix et celles du candidat FN frôlaient la majorité absolue, réfutent les additions automatiques. En revanche, de nombreuses triangulaires favorisent l'échec des députés sortants de droite au profit des candidats du PS, à l'instar de Pierre Bédier dans les Yvelines ou d'Éric Raoult en Seine-Saint-Denis.
Lors des élections régionales et cantonales de 1998, les présidents de région élus avec l'apport des voix du FN sont exclus de l'UDF et le président RPR du conseil général de l'Oise, Jean-François Mancel, qui avait lui aussi passé des accords avec le FN pour garder la direction du département, est exclu du RPR. Les régions où le RPR et l'UDF ont refusé la moindre cogestion avec le FN, passent sous une majorité de gauche plurielle représentée par la triple alliance des communistes, des socialistes et des écologistes (Midi-Pyrénées, Aquitaine, Haute-Normandie, Île-de-France, PACA, Centre).
En Rhône-Alpes, où la gauche et la droite ont le même nombre de sièges, l'ancien ministre Charles Millon est réélu président avec les voix du Front national et d'un élu indépendant (chasseurs). En Picardie, en Bourgogne, et en Languedoc-Roussillon, Charles Baur, l'ancien ministre Jean-Pierre Soisson et le président sortant Jacques Blanc défient ouvertement les consignes nationales en acceptant aussi d'être élus avec une majorité absolue des voix comprenant celles du FN.
Exclu de l'UDF, Jacques Blanc resta membre de Démocratie libérale. En 1999, Charles Millon perdra sa présidence au profit d'Anne-Marie Comparini (UDF), soutenue par un groupe  dissident de la majorité régionale et par les socialistes.

## Raréfaction des alliances depuis 1998
Depuis, les alliances avec la droite se sont raréfiées. Aux élections municipales de 2001, dans quelques villes, le FN appelle à voter à droite au second tour, et parfois ne présente même pas de listes. Pour les élections législatives de 2002, Jean-Marie Le Pen dresse une liste noire de députés de gauche à faire battre par tous les moyens, y compris en votant pour l'UMP.
Depuis, les hommes politiques de droite ont en général préféré ne pas s'allier avec le Front national ce qui amenait à laisser la victoire à la gauche, même minoritaire, plutôt que de passer avec le FN des alliances de circonstances pour gagner les élections.
De ce fait, les orateurs de la droite de gouvernement — y compris ceux qui ont négocié avec lui dans les années 1980, comme Charles Pasqua — accusent le Front national d'être l'« allié objectif de la gauche », puisque des députés de gauche ont été élus en 1997 lors de « triangulaires », ainsi que des conseillers généraux, et de nombreux conseils régionaux, sont tenus par la gauche, alors que celle-ci n'a pas obtenu de majorité absolue dans les urnes en 1998. Ils reprochent aux sociaux-démocrates et aux Verts de ne pas appliquer ce même ostracisme envers d'autres partis qu'ils qualifient d'« extrémistes », comme le Parti communiste et les mouvements d'extrême gauche, bien que ces derniers n'aient jamais été alliés au PS lors d'élections nationales, régionales ou cantonales.

### Retournement du 21 avril 2002
Le 21 avril 2002, Lionel Jospin, candidat du parti socialiste, était éliminé du second tour de l'élection présidentielle, devancé par Jacques Chirac et Jean-Marie Le Pen.
Au second tour, Jacques Chirac devenait « le seul rempart » face au chef du FN pour lequel les électeurs de gauche devaient alors voter,, au nom du « front républicain ». La création de l'UMP, grand parti de droite et de centre-droit parachève l'exclusion du FN.

### Après 2002

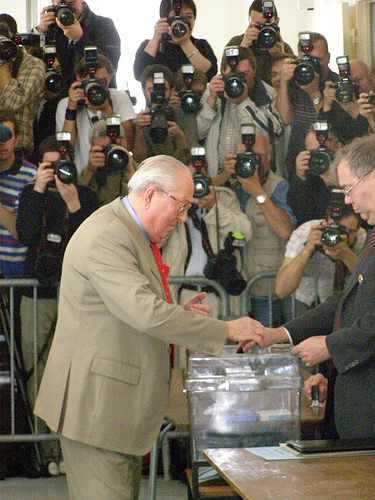
Jean-Marie Le Pen déposant son bulletin dans l'urne, lors du premier tour de la présidentielle de 2007.

Lors des élections régionales de mars 2004, un nouveau scrutin proportionnel à deux tours avec prime majoritaire était innové afin de permettre de constituer des majorités stables dans les régions (la liste arrivant en tête bénéficiant automatiquement d'un bonus de sièges lui accordant la majorité absolue quel que soit son score). Au soir du premier tour, la droite n'était potentiellement majoritaire que dans 6 régions (Île-de-France, Champagne-Ardenne, Alsace, Pays de la Loire, Basse-Normandie). Le Front national dépassait le seuil fatidique de 10 % des suffrages exprimés dans 17 régions et se maintenait au second tour, imposant des triangulaires. La gauche (PS-PC-Verts) remportait finalement 20 régions de métropole sur 22 au second tour dont 11 avec la majorité absolue. La droite ne remporta que l'Alsace, puis la Corse au soir de l'élection des présidents de région. Le Front national n'avait été associé à aucune alliance électorale et quand il avait été éliminé du second tour comme dans les pays de la Loire, n'avait donné aucune consigne de vote.

## Depuis 2011: la «dédiabolisation» bleu marine

### 2010: la résurgence du FN aux élections régionales et la naissance d'une «droite décomplexée»
Aux élections régionales de mars 2010, le parti de Jean-Marie Le Pen, alors en campagne interne pour la succession du leader historique du front national, réalise une percée relativement importante avec 11,42 % des suffrages au premier tour, se maintenant dans 12 régions sur 22 en métropole. Au second tour, la droite et la majorité présidentielle, talonnés par le FN, perdent la Corse et ne conservent que l'Alsace en France métropolitaine. Le FN remporte 112 conseillers régionaux. La majorité présidentielle de Nicolas Sarkozy, qui était parvenue à faire reculer significativement le parti frontiste aux dernières échéances et aux européennes de 2009, tente de réactiver la stratégie du candidat de l'UMP  à 2007, qui avait permis de  siphonner les suffrages du Front national.
Une nouvelle  droite « décomplexée » s'organise à l'Assemblée nationale : 35 députés de la majorité présidentielle, dont Thierry Mariani, Lionnel Luca, Christian Vanneste, Richard Mallié et Jacques Myard, se constituent en un collectif parlementaire, La Droite populaire, qui prônent le " retour aux fondamentaux " de 2007, cherchant à mettre en avant des thématiques dites " droitières ", notamment sur l'identité françaises, la sécurité et l'immigration[réf. nécessaire]. Affirmant incarner une " barrière entre la droite républicaine et le Front national ", certains membres de ce collectif ont cependant pris des positions en faveur d'un rapprochement entre l'UMP et le FN, au vu d'une certaine convergence idéologique avec le FN (la Droite populaire fut même considérée comme un "copié-collé" du FN)[réf. nécessaire]. À ce sujet, Éric Zemmour note « Aucun dirigeant de l'UMP n'envisage une alliance avec le FN, même si chacun estime qu'il ne faut pas s'interdire de parler à ses électeurs. De son côté, Marine Le Pen ne bouge pas de sa dénonciation de l'UMPS, faisant de cette coalition de fait son adversaire à deux têtes ».

### Premiers résultats duRassemblement bleu Marinede Marine Le Pen
Marine Le Pen, présidente du Front national depuis janvier 2011, refuse l'idée d'une alliance avec l'UMP, estimant que « nous ne pouvons pas faire d'accords électoraux, d'alliances politiciennes, alors que nous avons des divergences si profondes avec l'UMP. Ce n'est pas une différence de degré que nous avons avec l'UMP, c'est une différence de nature ».
Lors du premier tour des élections cantonales de 2011, le FN obtient 15,06 % des voix. Le mouvement bleu marine (par référence au prénom de la nouvelle leader frontiste) se maintient au second tour dans 394 cantons l'opposant dans 204 duels à un candidat PS, dans 37 duels à un candidat du Front de gauche et dans 89 duels à un candidat UMP. Cinq cantons donnent également lieu à une triangulaire UMP-PS-FN. La droite commence à se diviser sur l'attitude à adopter en cas de duel PS-FN : le Premier ministre François Fillon appelle au front républicain contre l'extrême droite et à voter PS ; pour leur part, le président Nicolas Sarkozy et le secrétaire général de l'UMP Jean-François Copé ne donnent aucune consigne de vote.

### Élections législatives de 2012
Les élections législatives de 2012 et législatives partielles ayant eu lieu au cours de l'année 2013 n'ont été l'occasion d'aucune alliance du FN avec un quelconque parti de gouvernement. Néanmoins, concourant seul, le parti a obtenu deux sièges de député en juin 2012 : ceux de Gilbert Collard dans le Gard (sous l'étiquette Rassemblement bleu Marine, soutenu par le FN) et Marion Maréchal-Le Pen dans le Vaucluse.

### Élections municipales et élections européennes de 2014
Au premier tour des élections municipales de 2014, le Front national ne s'est allié avec des partis de gouvernement nulle part. Dans le cadre du Rassemblement bleu Marine, il a soutenu des listes qu'il ne dirigeait pas mais en accord avec ses idées : pour se prévaloir de son soutien, les têtes de listes ont accepté de signer la charte du RBM. En cohérence avec son discours de rejet des partis en place et pour ne paraître se compromettre avec aucun des exécutifs locaux qu'il ne dirigerait, la doctrine du Front national consiste à ne fusionner ni se désister au profit de qui que ce soit entre les deux tours. Cette décision permet en outre de faire un élire un maximum de conseillers municipaux. Dans deux villes néanmoins, L'Hôpital (Moselle) et Villeneuve-Saint-Georges (Val-de-Marne), le FN fusionne ses listes avec des listes divers droite pour le second tour.
Pascal Perrineau observe qu'en 2013, les sympathisants des deux principaux partis de droite (UMP et UDI) sont partagés quant à l'opportunité d'un accord avec le FN pour les élections locales, alors qu'ils sont majoritairement opposés à un accord au niveau national : « La situation a profondément évolué par rapport aux années 1990, où plus des deux tiers des sympathisants du RPR et de l'UDF déclaraient ne pas souhaiter que leurs partis concluent une alliance avec le Front national au second tour d'une élection ». Valérie Igounet souligne que de « la fin de l’année 2010 [...] jusqu’au printemps 2014, la moitié de l’électorat de droite se dit favorable à des accords. Depuis, environ 30 % de l’électorat de droite se prononce, de nouveau, pour une union entre leur camp et le FN. Un élément majeur explique ce revirement : le résultat des élections européennes de mai 2014. Pour la première fois, le FN se place en tête, en nombre de voix ».

### Élections régionales de 2015
Lors des élections régionales de 2015, le FN n'a conclu ni envisagé de conclure d'alliance avec qui que ce soit. De surcroît, les bons scores qu'il a obtenus au premier tour dans les régions Provence-Alpes-Côte d'Azur et Nord-Pas-de-Calais-Picardie ont amené les listes de gauche qualifiées pour le second tour dans ces deux scrutins à se retirer et à soutenir la droite. Cette dernière s'est ainsi retrouvée en position de rempart face au FN.

### Élection présidentielle et élections législatives de 2017
Après la qualification de Marine Le Pen au second tour de l'élection présidentielle de 2017, Nicolas Dupont-Aignan et Marine Le Pen annoncent une alliance. Marine Le Pen annonce qu'en cas d'élection, elle fera de Nicolas Dupont-Aignan son Premier ministre.
L'alliance ne se renouvelle pas aux élections législatives de 2017.

### Élection présidentielle et élections législatives de 2022 et 2024
Après qu'Éric Zemmour et Nicolas Dupont-Aignan ont soutenu Marine Le Pen au second tour de l'élection présidentielle de 2022, Zemmour a appelé à une alliance du RN à LR pour les élections législatives, mais celle-ci a été rejetée par les autres partis.

## Principales sources

### Ouvrages
- Pierre Favier et Michel Martin-Roland, La Décennie Mitterrand, t. 2, Le Seuil, coll. « Points », 1995, 962 p. (ISBN 978-2020240154)
- Dominique Frémy et Michèle Frémy, Quid, Robert Laffont
- Franz-Olivier Giesbert, Jacques Chirac, Seuil, coll. « Points », 1995
- Franz-Olivier Giesbert, La tragédie du président, 2006
- René Rémond, Notre siècle, Fayard, 1988
- Michel Winock (dir.), Histoire de l'extrême droite en France, Seuil, coll. « Points », 1994
- Jean-Pierre Rissoan, Traditionalisme et révolution : les poussées d'extrémisme des origines à nos jours : Du fascisme au 21 avril 2002, vol. 2, 2007, 416 pages (ISBN 978-1-4092-7757-6).

### Articles académiques
- Guy Birenbaum, « Les stratégies du Front National (mars 1986-mai 1987) », Vingtième Siècle, revue d'histoire, no 16,‎ 10 septembre 1987, p. 3–20 (DOI 10.3406/xxs.1987.1918, lire en ligne).

### Articles de presse
- Sur l'élection partielle de Dreux : « Dreux, 1983 : la droite s’allie au FN », Libération, 27 avril 2002.
- Sur les élections cantonales de 1985
  - « Bouches-du-Rhône : consensus entre le FN et la droite à Martigues », Le Monde, 2 septembre 1988 ;
  - « Accord entre le Front national et la droite à Vitrolles », Le Monde, 7 septembre 1988 ;
  - « Des relations pragmatiques avec le FN sur la Côte d’Azur », Le Monde, 30 juin 1995
- Sur les élections régionales de 1986
  - « Le précédent de 1986. La droite a présidé cinq régions grâce au FN », Libération, 18 mars 1998 ;
  - « De la Normandie à la Côte d’Azur », Le Monde, 17 septembre 1987 ;
  - « Au conseil régional de Franche-Comté — M. Chantelat admet que la majorité a passé un “accord programme” avec le Front national », Le Monde, 20 avril 1988 ;
  - « Les élections dans les conseils régionaux — Les succès du RPR en Aquitaine et en Champagne-Ardenne relancent le débat sur les alliances avec l’extrême droite », Le Monde, 14 juillet 1988
- Sur les élections législatives de 1988
  - « Les élections législatives dans les Bouches-du-Rhône — Retraits réciproques des candidats de droite et d’extrême droite » et « L’URC a laissé M. Gaudin conduire la négociation avec M. Le Pen », Le Monde, 8 juin 1988 ;
  - « Les “hommes de circonstances” l’emportent au centre », Le Monde, 9 juin 1988 ;
  - « Dans les Bouches-du-Rhône — Une honnête journée de campagne », Le Monde, 11 juin 1988
- Sur les élections municipales de 1989
  - « Les arrangements avec le FN sont devenus monnaie courante dans le Midi », Le Monde, 10 février 1989
  - « Le Front national présent dans la moitié des grandes villes », Le Monde, 12 mars 1989
- Sur les élections régionales de 1992
  - « L’installation des conseils régionaux Nord-Pas-de-Calais : la droite a tenté en vain de bloquer l’assemblée », Le Monde, 8 avril 1992 ;
  - « La mise en place des exécutifs régionaux —« Haute-Normandie : élection de cinq vice-présidents UPF et d'un Front national », Le Monde, 11 avril 1992
- Sur les élections législatives de 1997
  - « Au RPR et à l'UDF, douze hommes adoubés par Jean-Marie Le Pen », Libération, 19 juin 1997
- Sur la position de Démocratie libérale entre 1997 et 2002 :
  - « La direction de Démocratie libérale récuse l'intransigeance vis-à-vis du FN », Le Monde, 9 décembre 1997 ;
  - « L'attitude de ses élus provoque une cassure au sein de l'UDF », Le Monde, 22 mars 1998 ;
  - « Démocratie libérale : Hervé Novelli refuse le “politiquement correct” », Le Monde, 16 mai 1998.